# Episodi de Il sospetto (seconda stagione)
La seconda stagione della serie televisiva Il sospetto (Bajo sospecha), composta da 10 episodi, è stata trasmessa in prima visione sul canale spagnolo Antena 3 dal 12 gennaio al 17 marzo 2016.
In Italia la stagione è stata trasmessa su Canale 5 dal 22 luglio al 19 agosto 2016.
| nº | Titolo originale | Titolo italiano | Prima TV Spagna  | Prima TV Italia |
| -- | ---------------- | --------------- | ---------------- | --------------- |
| 1  | La llave         | Prima puntata   | 12 gennaio 2016  | 22 luglio 2016  |
| 2  | El oso           | Seconda puntata | 19 gennaio 2016  | 22 luglio 2016  |
| 3  | Sara             | Terza puntata   | 26 gennaio 2016  | 29 luglio 2018  |
| 4  | El teléfono      | Quarta puntata  | 2 febbraio 2016  | 29 luglio 2018  |
| 5  | El horno         | Quinta puntata  | 9 febbraio 2016  | 5 agosto 2016   |
| 6  | La cartera       | Sesta puntata   | 16 febbraio 2016 | 5 agosto 2016   |
| 7  | Rafi             | Settima puntata | 25 febbraio 2016 | 12 agosto 2016  |
| 8  | Catherine        | Ottava puntata  | 3 marzo 2016     | 12 agosto 2016  |
| 9  | El jardín        | Nona puntata    | 10 marzo 2016    | 19 agosto 2015  |
| 10 | La confesión     | Decima puntata  | 17 marzo 2016    | 19 agosto 2015  |

## Prima puntata
- Titolo originale: La llave
- Diretto da: Jorge Torregrossa
- Scritto da:

### Trama
- Ascolti Spagna: telespettatori 3 222 000 – share 17,5%.[4]
- Ascolti Italia: telespettatori 1 411 000 – share 8,49%.[5]

## Seconda puntata
- Titolo originale: El oso
- Diretto da: Jorge Torregrossa
- Scritto da:

### Trama
- Ascolti Spagna: telespettatori 3 162 000 – share 18,0%.[6]
- Ascolti Italia: telespettatori 1 411 000 – share 8,49%.[5]

## Terza puntata
- Titolo originale: Sara
- Diretto da: Miguel Conde
- Scritto da:

### Trama
- Ascolti Spagna: telespettatori 3 020 000 – share 17,2%.[7]
- Ascolti Italia: telespettatori 1 225 000 – share 7,66%.[8]

## Quarta puntata
- Titolo originale: El teléfono
- Diretto da: Miguel Conde
- Scritto da:

### Trama
- Ascolti Spagna: telespettatori 2 893 000 – share 16,9%.[9]
- Ascolti Italia: telespettatori 1 225 000 – share 7,66%.[8]

## Quinta puntata
- Titolo originale: El horno
- Diretto da: Jorge Torregrossa
- Scritto da:

### Trama
- Ascolti Spagna: telespettatori 3 088 000 – share 17,3%.[10]
- Ascolti Italia: telespettatori 1 230 000 – share 7,9%.[11]

## Sesta puntata
- Titolo originale: La cartera
- Diretto da: Jorge Torregrossa
- Scritto da:

### Trama
- Ascolti Spagna: telespettatori 2 820 000 – share 16,0%.[12]
- Ascolti Italia: telespettatori 1 230 000 – share 7,9%.[11]

## Settima puntata
- Titolo originale: Rafi
- Diretto da: Miguel Conde
- Scritto da:

### Trama
- Ascolti Spagna: telespettatori 2 489 000 – share 13,6%.[13]
- Ascolti Italia: telespettatori 1 231 000 – share 8,1%.[14]

## Ottava puntata
- Titolo originale: Catherine
- Diretto da: Miguel Conde
- Scritto da:

### Trama
- Ascolti Spagna: telespettatori 2 310 000 – share 12,8%.[15]
- Ascolti Italia: telespettatori 1 231 000 – share 8,1%.[14]

## Nona puntata
- Titolo originale: El jardín
- Diretto da: Jorge Torregrossa
- Scritto da:

### Trama
- Ascolti Spagna: telespettatori 2 483 000 – share 14,1%.[16]
- Ascolti Italia: telespettatori 1 129 000 – share 7,85%.[17]

## Decima puntata
- Titolo originale: La confesión
- Diretto da: Jorge Torregrossa
- Scritto da:

### Trama
- Ascolti Spagna: telespettatori 2 566 000 – share 14,9%.[18]
- Ascolti Italia: telespettatori 1 129 000 – share 7,85%.[17]